# Saint-Gérard-Majella
Pour les articles homonymes, voir Saint-Gérard-Majella (homonymie).
Saint-Gérard-Majella est une municipalité de paroisse du Québec située dans la MRC Pierre-De Saurel en Montérégie.

## Toponymie
Elle est nommée en l'honneur de Gérard Majella, canonisé en 1904, année où a pris naissance le projet de la paroisse.

## Géographie
La route 132 traverse le nord de la municipalité d'est en ouest.

## Démographie
| 1991 | 1996 | 2001 | 2006 | 2011 | 2016 | 2021 |
| ---- | ---- | ---- | ---- | ---- | ---- | ---- |
| 272  | 258  | 257  | 252  | 246  | 242  | 240  |

## Administration
Les élections municipales se font en bloc pour le maire et les six conseillers.
| Saint-Gérard-Majella Maires depuis 2001                                                                              |                         |         |          |
| Élection | Maire                   | Qualité | Résultat |
| 2001 | Raymond Mondou          |         | Voir     |
| 2005 | Charles Lachapelle      |         | Voir     |
| 2009 | Charles Lachapelle      | Voir    |          |
| 2013 | Luc Cloutier            |         | Voir     |
| 2017 | Georges-Henri Parenteau |         | Voir     |
| 2021 | Marie Léveillée         |         | Voir     |
| Élection partielle en italique Depuis 2005, les élections sont simultanées dans toutes les municipalités québécoises |                         |         |          |